# Johannes Sapidus
Johannes Sapidus (1490-1561) (Hans Witz; Eucharius Synesius; Ioannis Sapidi Selestadiensis) (* Sélestat, Alta Alsácia, 1490 † Estrasburgo, 8 de junho de 1561) foi um filólogo, pedagogo, poeta e humanista alemão. De 1511 a 1525 atuou como reitor da Escola Latina de Selestat, onde foi nomeado aos vinte anos de idade. Como as ideias da reforma atraíam a ira da Inquisição, transferiu-se, em 1526, para a Universidade de Estrasburgo, onde passou o resto da sua vida como professor.

## Biografia
Seu pai se chamava Sifriet Witz. Recebeu a primeira educação na famosa Escola Latim de sua cidade natal onde teve como professores Crato Hofmann (1450-1501) e depois o humanista Hieronymus Gebwiler (1480-1545). Em 1506, estudou Ciências Filosóficas tendo como professor Jacobus Faber Stapulensis (1450-1536), poética e retórica com o poeta e humanista italiano Publius Faustus Andrelinus (1462-1518). Na Universidade de Paris teve como companheiro Beatus Rhenanus (1485-1547), que lhe apresentou o amigo Michael Hummelberg (1487-1527), com quem teve amizade duradoura. Foi também professor de Thomas Platter (1499-1582). Ao retornar para Sélestat foi nomeado reitor da escola de gramática, no lugar de Gebwiler, que havia renunciado em 1509, para assumir as lutas da reforma em Estrasburgo.
Sob a direção de Sapidus a escola latina floresceu, atraindo alunos, não apenas da Alsácia, mas também da Suíça e de Lorena. Por volta de 1517 a escola contava com novecentos alunos. Ele enfatizava a escrita em Latim com base nos textos clássicos e introduziu o grego no currículo. No entanto, a sua aceitação pelas ideias reformista o puseram em conflito com Jakob Wimpfeling (1450-1528), que o ameaçou de entregá-lo à Inquisição. Em 1526 ele trocou a Escola Latina por Estrasburgo com vistas a dar continuidade a sua carreira como educador. E sua chegada à cidade, lhe foi oferecida a direção da escola, que havia sido organizada dentro de um antigo convento dominicano. Quando o Ginásio de Estrasburgo (futura Universidade de Estrasburgo), foi fundado em 22 de Março de 1538, a escola de Sapidus foi absorvida pela nova instituição, sob a direção de Johannes Sturm (1507-1589), que aliás era seu genro. Apesar de todo o prestígio que lhe era oferecido, o seu ensino e o seu relacionamento com os alunos haviam se deteriorado, em razão do seu humor irascível e petulante. Os pais dos alunos fizeram queixa aos magistrados e a Johannes Sturm, sendo, então, ele nomeado professor de poesia, de modo que as suas energias fluíssem em seus escritos. Foi aí que ele escreveu a peça bíblica "Anabion sive Lazarus redivivus" (1539), para comemorar a abertura da nova construção da escola em 1539, bem como poemas com dedicatórias aos seus amigos.
Em agosto de 1514, Erasmo visitou a cidade de Séletat, onde foi calorosamente recebido pelos magistrados da cidade e também pelos humanistas, dentre eles o diretor da famosa escola de latim, Johann Witz, que fez questão de acompanhá-lo em seu destino para Basileia. Desta amizade, Erasmo sempre elogiou o humanista, além de outros eruditos. A ele, Sapidus dedicou a obra "Ad sodales Erasmo Roterodamo consuetudine iunctissimos".

## Obras
- Anabion sive Lazarus redivivus, comoedia nova et sacra, 1539
- Epitaphia, 1542
- Ad sodales Erasmo Roterodamo consuetudine iunctissimos, 1516, estes poemas dedicados a Erasmo de Rotterdam foram publicados pelo humanista em sua obra "Epistolae elegantes".
- Epigrammata Ioannis Sapidi, Selestadii bonas literas ac linguam utramque
- Apologia Joannes Pierii Valeriani pro sacerdotum barbis